# NWA World Television Championship
El NWA World Television Championship (Campeonato Mundial de Televisión de la NWA en español) es un campeonato de televisión de lucha libre profesional promovido por la National Wrestling Alliance (NWA). El campeón actual es Bryan Idol, quien se encuentra en su primer reinado. 
El primer campeonato de televisión de la NWA fue creado en 1974 por Mid-Atlantic Championship Wrestling (MACW). Inicialmente conocido como el Mid-Atlantic Television Championship («Campeonato de Televisión de Mid-Atlantic»), más tarde se conoció como el NWA World Television Championship («Campeonato Mundial de Televisión de la NWA») y, en 1991, como el WCW World Television Championship («Campeonato Mundial de Televisión de la WCW»). El título a menudo se defendía en combates con un límite de tiempo de televisión de diez o quince minutos.

## Historia
El 14 de diciembre de 2019, la NWA anunció durante su evento Into the Fire que el campeonato regresaría en su próximo evento, Hard Times, el 24 de enero. Aunque se ha hecho referencia a «excampeones», actualmente no está claro si la NWA reclamará el linaje del primer campeonato de televisión de la NWA, que actualmente es propiedad de la WWE.
El 7 de enero de 2020 en el episodio de NWA Power, Tim Storm aclaró que seis competidores pasarían a la primera ronda del torneo NWA World Television Championship. También anunció que habría dos lugares adicionales abiertos en la primera ronda para los competidores que aún no se han nombrado y que actualmente no están en la lista de la NWA. El 21 de marzo de 2021 en Back For The Attack, la NWA extendió el límite de tiempo para los combates por el título en pay-per-view a diez minutos.

### Lucky Seven Rule
En el episodio del 28 de enero de 2020 de NWA Power, se anunció la Lucky 7 Rule que consiste en el que un campeón que defienda con éxito el título 7 veces consecutivas será elegible para canjear el cinturón por una oportunidad al Campeonato Mundial Peso Pesado de NWA.

### Torneo por el título
|  | Cuartos de final | Cuartos de final  | Cuartos de final |                   |              | Semifinales  | Semifinales | Semifinales |  |  | Final | Final | Final |  |              | Final        | Final | Final |  |
|  |                  |                   |                  |                   |              |              |             |             |  |  |       |       |       |  |              |              |       |       |  |
|  |                  |                   |                  |                   |              |              |             |             |  |  |       |       |       |  |              |              |       |       |  |
|  | 1                | Tim Storm         | Pin              |                   |              |              |             |             |  |  |       |       |       |  |              |              |       |       |  |
|  | 1                | Tim Storm         | Pin              |                   |              |              |             |             |  |  |       |       |       |  |              |              |       |       |  |
|  | 16               | Royce Issacs      | 4:26             |                   |              |              |             |             |  |  |       |       |       |  |              |              |       |       |  |
|  | 16               | Royce Issacs      | 4:26             |                   | Tim Storm    | Tim Storm    | Bye         |             |  |  |       |       |       |  |              |              |       |       |  |
|  |                  |                   |                  |                   | Tim Storm    | Tim Storm    | Bye         |             |  |  |       |       |       |  |              |              |       |       |  |
|  |                  |                   | Ken Anderson     | Ken Anderson      | --           |              |             |             |  |  |       |       |       |  |              |              |       |       |  |
|  | 9                | Dave Dawson       | Ken Anderson     | Ken Anderson      | --           | 3:56         |             |             |  |  |       |       |       |  |              |              |       |       |  |
|  | 9                | Dave Dawson       |                  |                   |              |              |             |             |  |  |       |       |       |  |              |              |       |       |  |
|  | 8                | Zane Dawson       | Pin              |                   |              |              |             |             |  |  |       |       |       |  |              |              |       |       |  |
|  | 8                | Zane Dawson       | Pin              |                   |              |              | Tim Storm   |             |  |  |       |       |       |  |              |              |       |       |  |
|  |                  |                   |                  |                   |              |              |             |             |  |  |       |       |       |  |              |              |       |       |  |
|  |                  |                   | Ricky Starks     | Ricky Starks      | Pin          |              |             |             |  |  |       |       |       |  |              |              |       |       |  |
|  | 5                | Eddie Kingston    | Ricky Starks     | Ricky Starks      | Pin          | 4:10         |             |             |  |  |       |       |       |  |              |              |       |       |  |
|  | 5                | Eddie Kingston    |                  |                   |              |              |             |             |  |  |       |       |       |  |              |              |       |       |  |
|  | 12               | Ricky Starks      | Pin              |                   |              |              |             |             |  |  |       |       |       |  |              |              |       |       |  |
|  | 12               | Ricky Starks      | Pin              |                   | Ricky Starks | Ricky Starks | Pin         |             |  |  |       |       |       |  |              |              |       |       |  |
|  |                  |                   |                  |                   | Ricky Starks | Ricky Starks | Pin         |             |  |  |       |       |       |  |              |              |       |       |  |
|  |                  |                   | Matt Cross       |                   |              |              |             |             |  |  |       |       |       |  |              |              |       |       |  |
|  | 13               | Bye               | --               |                   |              |              |             |             |  |  |       |       |       |  |              |              |       |       |  |
|  | 13               | Bye               | --               |                   |              |              |             |             |  |  |       |       |       |  |              |              |       |       |  |
|  | 4                | Bye               | --               |                   |              |              |             |             |  |  |       |       |       |  |              |              |       |       |  |
|  | 4                | Bye               | --               |                   |              |              |             |             |  |  |       |       |       |  | Ricky Starks | Ricky Starks | Pin   |       |  |
|  |                  |                   |                  |                   |              |              |             |             |  |  |       |       |       |  | Ricky Starks | Ricky Starks | Pin   |       |  |
|  |                  |                   | Trevor Murdoch   |                   |              |              |             |             |  |  |       |       |       |  |              |              |       |       |  |
|  | 3                | Zicky Dice        | Pin              |                   |              |              |             |             |  |  |       |       |       |  |              |              |       |       |  |
|  | 3                | Zicky Dice        | Pin              |                   |              |              |             |             |  |  |       |       |       |  |              |              |       |       |  |
|  | 14               | Caleb Konley      | 4:43             |                   |              |              |             |             |  |  |       |       |       |  |              |              |       |       |  |
|  | 14               | Caleb Konley      | 4:43             | Zicky Dice        |              |              |             |             |  |  |       |       |       |  |              |              |       |       |  |
|  |                  |                   |                  |                   |              |              |             |             |  |  |       |       |       |  |              |              |       |       |  |
|  |                  |                   | Dan Maff         | Dan Maff          | Pin          |              |             |             |  |  |       |       |       |  |              |              |       |       |  |
|  | 11               | Bye               | Dan Maff         | Dan Maff          | Pin          | --           |             |             |  |  |       |       |       |  |              |              |       |       |  |
|  | 11               | Bye               |                  |                   |              |              |             |             |  |  |       |       |       |  |              |              |       |       |  |
|  | 6                | Bye               | --               |                   |              |              |             |             |  |  |       |       |       |  |              |              |       |       |  |
|  | 6                | Bye               | --               |                   |              |              | Dan Maff    |             |  |  |       |       |       |  |              |              |       |       |  |
|  |                  |                   |                  |                   |              |              |             |             |  |  |       |       |       |  |              |              |       |       |  |
|  |                  |                   | Trevor Murdoch   | Trevor Murdoch    | Pin          |              |             |             |  |  |       |       |       |  |              |              |       |       |  |
|  | 7                | The Question Mark | Trevor Murdoch   | Trevor Murdoch    | Pin          | Pin          |             |             |  |  |       |       |       |  |              |              |       |       |  |
|  | 7                | The Question Mark |                  |                   |              |              |             |             |  |  |       |       |       |  |              |              |       |       |  |
|  | 10               | Colt Cabana       | 3:05             |                   |              |              |             |             |  |  |       |       |       |  |              |              |       |       |  |
|  | 10               | Colt Cabana       | 3:05             | The Question Mark |              |              |             |             |  |  |       |       |       |  |              |              |       |       |  |
|  |                  |                   |                  |                   |              |              |             |             |  |  |       |       |       |  |              |              |       |       |  |
|  |                  |                   | Trevor Murdoch   | Trevor Murdoch    | Pin          |              |             |             |  |  |       |       |       |  |              |              |       |       |  |
|  | 15               | Trevor Murdoch    | Trevor Murdoch   | Trevor Murdoch    | Pin          | Pin          |             |             |  |  |       |       |       |  |              |              |       |       |  |
|  | 15               | Trevor Murdoch    |                  |                   |              |              |             |             |  |  |       |       |       |  |              |              |       |       |  |
|  | 2                | Thom Latimer      | 3:30             |                   |              |              |             |             |  |  |       |       |       |  |              |              |       |       |  |
|  | 2                | Thom Latimer      | 3:30             |                   |              |              |             |             |  |  |       |       |       |  |              |              |       |       |  |
|  |                  |                   |                  |                   |              |              |             |             |  |  |       |       |       |  |              |              |       |       |  |

## Campeones

### Campeón actual
El actual campeón es Bryan Idol, quien se encuentra en su primer reinado. Idol ganó el título tras derrotar al excampeón Carson Drake, el 17 de mayo de 2025 en Power. 
Idol registra hasta el 2 de agosto de 2025 las siguientes defensas televisadas:

### Lista de campeones
| N.º | Campeona          | Fecha                    | Evento                         | Ubicación                | Reinado    | Días             | Notas y referencias |   |   |                                                    |
| --- | ----------------- | ------------------------ | ------------------------------ | ------------------------ | ---------- | ---------------- | --- | - | - | -------------------------------------------------- |
| N.º | Campeona          | 1                        | Ricky Starks                   | 24 de enero de 2020      | Hard Times | Atlanta, Georgia | Notas y referencias | 1 | 2 | Derrotó a Trevor Murdoch en la final de un torneo. |
| 2   | Zicky Dice        | 26 de enero de 2020      | NWA Powerrr                    | Atlanta, Georgia         | 1          | 268              | Emitido el 3 de marzo. |   |   |                                                    |
| 3   | Da Pope           | 20 de octubre de 2020    | UWN Primetime Live             | Long Beach, California   | 1          | 289              | [ 10 ] |   |   |                                                    |
| 4   | Tyrus             | 5 de agosto de 2021      | NWA Powerrr                    | Atlanta, Georgia         | 1          | 415              | Este es el reinado más largo del título. Emitido el 6 de agosto. |   |   |                                                    |
| —   | Vacante           | 24 de septiembre de 2022 | NWA USA                        | Atlanta, Georgia         | —          | —                | Tyrus renunció voluntariamente al título con el fin de competir por el Campeonato Mundial Peso Pesado de la NWA como parte de la "Lucky 7 Rule". |   |   |                                                    |
| 5   | Jordan Clearwater | 12 de noviembre de 2022  | Hard Times III: In New Orleans | Nueva Orleans, Luisiana  | 1          | 92               | Derrotó a AJ Canaza por el título vacante. El límite de tiempo para este combate se fijó en solo 15 minutos, tras el empate por límite de tiempo ocurrido en el enfrentamiento anterior entre los mismos competidores, durante el episodio del 22 de octubre de NWA USA por el título. |   |   |                                                    |
| 6   | Thom Latimer      | 12 de febrero de 2023    | NWA Powerrr                    | Tampa, Florida           | 1          | 213              | Emitido el 14 de febrero. |   |   |                                                    |
| —   | Vacante           | 28 de agosto de 2023     | NWA Powerrr                    | Tampa, Florida           | —          | —                | Latimer renunció voluntariamente al título con el fin de competir por el Campeonato Mundial Peso Pesado de la NWA como parte de la "Lucky 7 Rule". Emitido el 13 de septiembre. |   |   |                                                    |
| 7   | Mims              | 29 de agosto de 2023     | NWA Powerrr                    | Nashville, Tennessee     | 1          | 137              | Derrotó a Zicky Dice para ganar el título vacante. Emitido el 10 de octubre. |   |   |                                                    |
| 8   | Max the Impaler   | 13 de enero de 2024      | Paranoia                       | Fort Lauderdale, Florida | 1          | 287              | Emitido el 13 de febrero. |   |   |                                                    |
| 9   | Carson Drake      | 26 de octubre de 2024    | Samhain 2                      | Tampa, Florida           | 1          | 204              | Fue en un Hell Awaits Match. Emitido el 10 de diciembre. |   |   |                                                    |
| —   | Vacante           | 22 de marzo de 2025      | Hard Times V                   | Dothan, Alabama          | —          | —                | Drake dejó vacante voluntariamente al título con el fin de competir por el Campeonato Mundial Peso Pesado de la NWA como parte de la "Lucky 7 Rule". Emitido el 8 de julio. |   |   |                                                    |
| 10  | Bryan Idol        | 17 de mayo de 2025       | Crockett Cup                   | Filadelfia, Pensilvania  | 1          | 77+              | Derrotó a Carson Bartholomew Drake para ganar el título vacante. Emitido el 29 de julio de 2025. |   |   |                                                    |

### Total de días con el título
La siguiente lista muestra el total de días que un luchador ha poseído el campeonato si se suman todos los reinados que posee. Actualizado a la fecha del 2 de agosto de 2025.
| + | Indica al campeón actual |

| N.º | Campeones         | Reinados | Total de días |
| --- | ----------------- | -------- | ------------- |
| 1   | Tyrus             | 1        | 475           |
| 2   | Max the Impaler   | 1        | 287           |
| 3   | Da Pope           | 1        | 290           |
| 4   | Zicky Dice        | 1        | 268           |
| 5   | Thom Latimer      | 1        | 213           |
| 6   | Carson Drake      | 1        | 204           |
| 7   | Mims              | 1        | 139           |
| 8   | Jordan Clearwater | 1        | 92            |
| 9   | Bryan Idol        | 1        | 77+           |
| 10  | Ricky Starks      | 1        | 2             |